# گورن گرود
گورن گرود (به لاتین: Górny Gród) یک روستا در لهستان است که در گمینا دوبیچه تسرکیونه واقع شده‌است.